# Anna Abad i Gils
Anna Abad i Gils   (Tarragona, 26 de juliol de 1992), de nom artístic Anna d'Ivori, és una cantautora catalana. Ha publicat dos àlbums i va contribuir al Projecte Amatrice, de caràcter cultural i creat en suport a les víctimes del terratrèmol d'Itàlia central d'agost de 2016.

## Biografia
Filla del compositor de sardanes Alfred Abad Gascon, va desenvolupar un interès precoç per la música. Va aprendre a tocar el piano a Tarragona i més tard, va estudiar composició i cant. Amb 15 anys va escriure el seu primer musical i el 2014 va arribar a la final del concurs de talents The Voice of Germany.
El 2017, va debutar amb el disc Rere els vidres, publicat per Audiovisuals de Sarrià. L'any següent, va col·laborar en la composició i la veu del projecte cultural italocatalà Amatrici, creat en suport a les víctimes del terratrèmol d'Itàlia central d'agost de 2016, que entre d'altres va afectar el municipi d'Amatrice. Coescrit amb el poeta italià Bartolomeo Smaldone i amb arranjaments orquestrals, es va tornar un senzill bilingüe: Chi sa se un giorno en italià i Qui sap si un dia en català. Ho van presentar al Teatre di Rieti el juny d'aquell any.
Al principi del 2021, va autoeditar un segon àlbum, Ales de paper, també en llengua catalana i amb Anna d'Ivori al piano. La primavera del 2024, va tornar amb el seu tercer àlbum, titulat Eclipsi. El disc, també autoeditat, consta de deu cançons, i col·laboracions de Jordi Paulí, la Cobla Maricel i Manu Gruix.
D'afegitó, compon sovint sardanes i cançons per a cobles catalanes. Ha guanyat dos cops el premi Joves Talents de la Sardana de l'Any (per Els colors de l'estany i La plaça de les il·lusions) i ha obtingut l'accèssit del mateix també dues vegades (per A temps! i Vallverdú).

## Discografia
Àlbums d'estudi
- Rere els vidres (Audiovisuals de Sarrià, 2017)
- Ales de paper (Autoedició, 2021)
- Eclipsi (Autoedició, 2024)

Senzills
- Chi sa se un giorno / Qui sap si un dia (2018)